# Champvoisy
Champvoisy est une commune française, située dans le département de la Marne en région Grand Est. Elle appartient à la région naturelle du Tardenois.
Commune rurale de l'aire d'attraction de Reims, Champvoisy est membre de la communauté de communes des Paysages de la Champagne, à qui elle a transféré un certain nombre de compétences (notamment en matière d'eau et de déchets).
Au dernier recensement de 2022, la commune comptait 253 habitants. Son économie est particulièrement tournée vers l'agriculture et la viticulture.
Son patrimoine architectural comprend notamment son église, dédiée à Notre-Dame-de-la-Nativité, son monument aux morts et son lavoir.

## Géographie

### Localisation
Champvoisy se trouve au centre-ouest du département de la Marne, en région Grand Est, à la limite avec le département de l'Aisne et la région Hauts-de-France.
La commune de Champvoisy s'étend sur une superficie de 920 hectares. La commune appartient à la région agricole du Vignoble et à la région naturelle du Tardenois.
Par la route, Champvoisy se situe à 80 km de Châlons-en-Champagne, préfecture de la Marne, à 37 km de Reims, plus grande ville du département, à 30 km de Château-Thierry, sous-préfecture de l'Aisne voisine, à 31 km d'Épernay, sa sous-préfecture, et à 7,5 km de Dormans, bureau centralisateur du canton de Dormans-Paysages de Champagne dont dépend Champvoisy depuis 2015. La commune fait en outre partie du bassin de vie de Dormans.
Champvoisy est limitrophe de 6 communes :
|                  | Sainte-Gemme |              |
| Ronchères        | Champvoisy   | Passy-Grigny |
| Trélou-sur-Marne | Vincelles    | Verneuil     |

### Géologie et relief
Sur son territoire, l'altitude varie de 120 à 229 mètres. Le point culminant de Champvoisy se trouve au sud-ouest de la commune, au dessus du Petit Étang.
Le relief est marqué par la vallée du ruisseau de Champvoisy et de ses affluents. Le village de Champvoisy est situé dans cette vallée au nord-est de la commune, à environ 140 mètres d'altitude, à la confluence du ruisseau de Champvoisy — affluent de la Semoigne — et du ruisseau du parc. Le hameau de la Chapelle Hurlay, au sud de la commune, est davantage en altitude et domine le vallon du ruisseau de la Chapelle.
Ses paysages sont typiques de la région du Tardenois : des collines surmontées de bois, aux versants abrupts souvent occupés par la vigne et aux vallons consacrés aux grandes cultures.

### Hydrographie

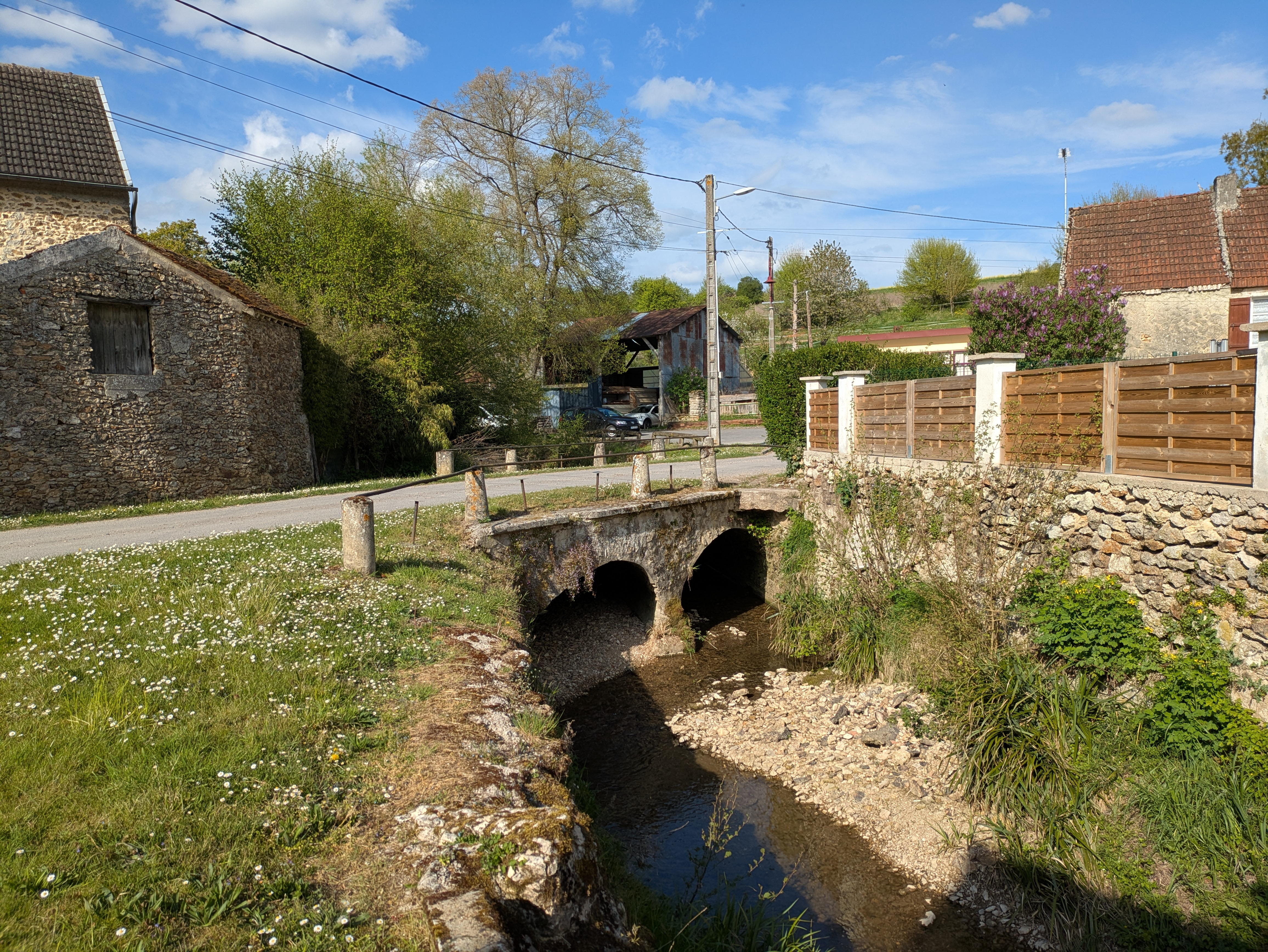
Le ruisseau de Champvoisy dans le village, à proximité de la place de la Fontaine.

La commune est dans la région hydrographique « la Seine de sa source au confluent de l'Oise (exclu) » au sein du bassin Seine-Normandie. Elle est drainée par le ruisseau de Champvoisy, le fossé 01 de Brûlard, le fossé 03 des Pâtis, le ruisseau de la Chapelle, le ruisseau des Cossines, le ruisseau du Parc et divers autres petits cours d'eau,.
Un plan d'eau complète le réseau hydrographique : le Petit étang (3 ha),.

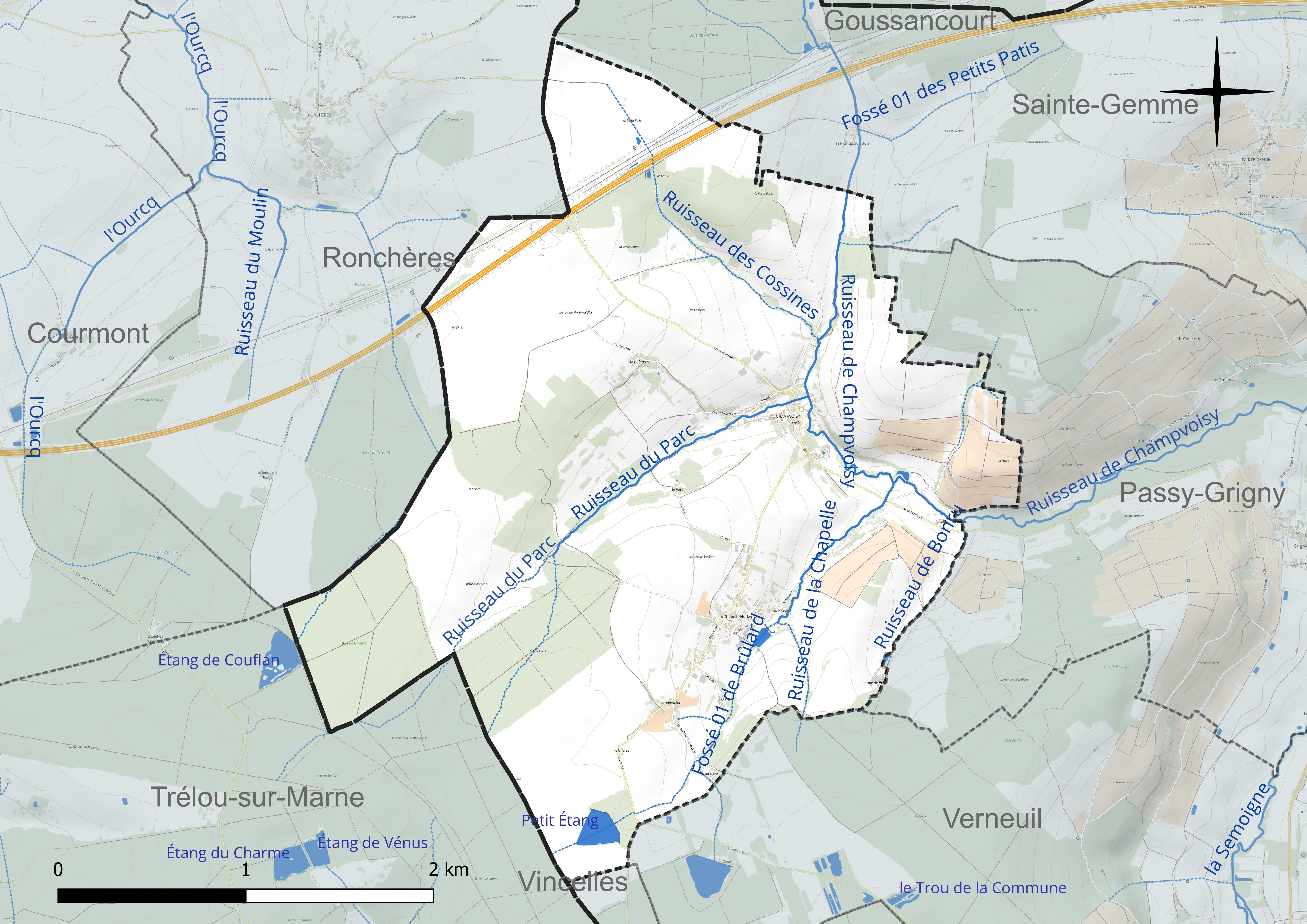
Réseau hydrographique de Champvoisy.

### Climat
Pour des articles plus généraux, voir Climat du Grand Est et Climat de la Marne.
En 2010, le climat de la commune est de type climat océanique dégradé des plaines du Centre et du Nord, selon une étude du Centre national de la recherche scientifique s'appuyant sur une série de données couvrant la période 1971-2000. En 2020, Météo-France publie une typologie des climats de la France métropolitaine dans laquelle la commune est exposée à un climat océanique altéré et est dans la région climatique  Nord-est du bassin Parisien, caractérisée par un ensoleillement médiocre, une pluviométrie moyenne régulièrement répartie au cours de l’année et un hiver froid (3 °C). 
Pour la période 1971-2000, la température annuelle moyenne est de 10,6 °C, avec une amplitude thermique annuelle de 15,5 °C. Le cumul annuel moyen de précipitations est de 754 mm, avec 12,5 jours de précipitations en janvier et 8,5 jours en juillet. Pour la période 1991-2020, la température moyenne annuelle observée sur la station météorologique de Météo-France la plus proche, « Chambrecy-Civc », sur la commune de Chambrecy à 15 km à vol d'oiseau, est de 10,7 °C et le cumul annuel moyen de précipitations est de 734,0 mm. 
La température maximale relevée sur cette station est de 40,3 °C, atteinte le 25 juillet 2019 ; la température minimale est de −22,1 °C, atteinte le 17 janvier 1985,,. 
Les paramètres climatiques de la commune ont été estimés pour le milieu du siècle (2041-2070) selon différents scénarios d'émission de gaz à effet de serre à partir des nouvelles projections climatiques de référence DRIAS-2020. Ils sont consultables sur un site dédié publié par Météo-France en novembre 2022.

### Milieux naturels et biodiversité
L'Inventaire national du patrimoine naturel (INPN) recense 384 espèces sur le territoire de la commune, dont 47 espèces protégées et 20 espèces menacées.
Champvoisy compte trois zones naturelles d'intérêt écologique, faunistique et floristique (ZNIEFF) : « les bois de la vallée de la Semoigne à Passy-Grigny et Sainte-Gemme » (type I), les « forêt de Ris, vallon de la Belle Aulne et coteaux périphériques » (type I) et les « massifs forestiers, vallées et coteaux de la Brie picarde » (type II). Ces trois ZNIEFF sont toutefois principalement situées dans les communes voisines et ne font que légèrement déborder sur le territoire communal,,.

## Urbanisme

### Typologie
Au 1er janvier 2024, Champvoisy est catégorisée commune rurale à habitat dispersé, selon la nouvelle grille communale de densité à sept niveaux définie par l'Insee en 2022.
Elle est située hors unité urbaine. Par ailleurs la commune fait partie de l'aire d'attraction de Reims, dont elle est une commune de la couronne,. Cette aire, qui regroupe 294 communes, est catégorisée dans les aires de 200 000 à moins de 700 000 habitants,.

### Occupation des sols
L'occupation des sols de la commune, telle qu'elle ressort de la base de données européenne d’occupation biophysique des sols Corine Land Cover (CLC), est marquée par l'importance des territoires agricoles (77,1 % en 2018), une proportion sensiblement équivalente à celle de 1990 (77,7 %). La répartition détaillée en 2018 est la suivante : terres arables (54,1 %), forêts (22,3 %), zones agricoles hétérogènes (9,3 %), prairies (8,6 %), cultures permanentes (5,1 %), zones industrielles ou commerciales et réseaux de communication (0,6 %).
L'évolution de l’occupation des sols de la commune et de ses infrastructures peut être observée sur les différentes représentations cartographiques du territoire : la carte de Cassini (XVIIIe siècle), la carte d'état-major (1820-1866) et les cartes ou photos aériennes de l'IGN pour la période actuelle (1950 à aujourd'hui).

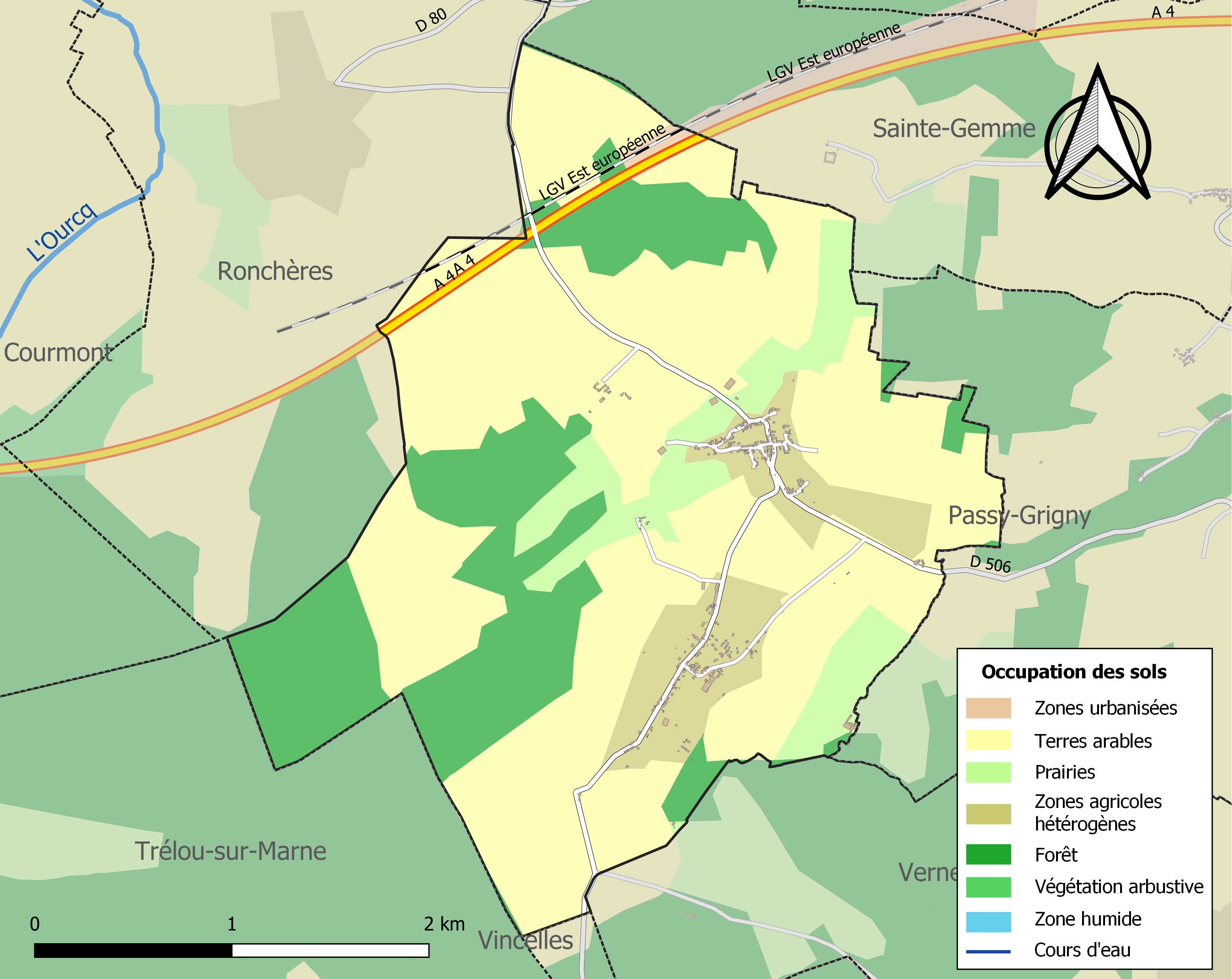
Carte des infrastructures et de l'occupation des sols de la commune en 2018 (CLC).

### Morphologie rurale, hameaux et écarts

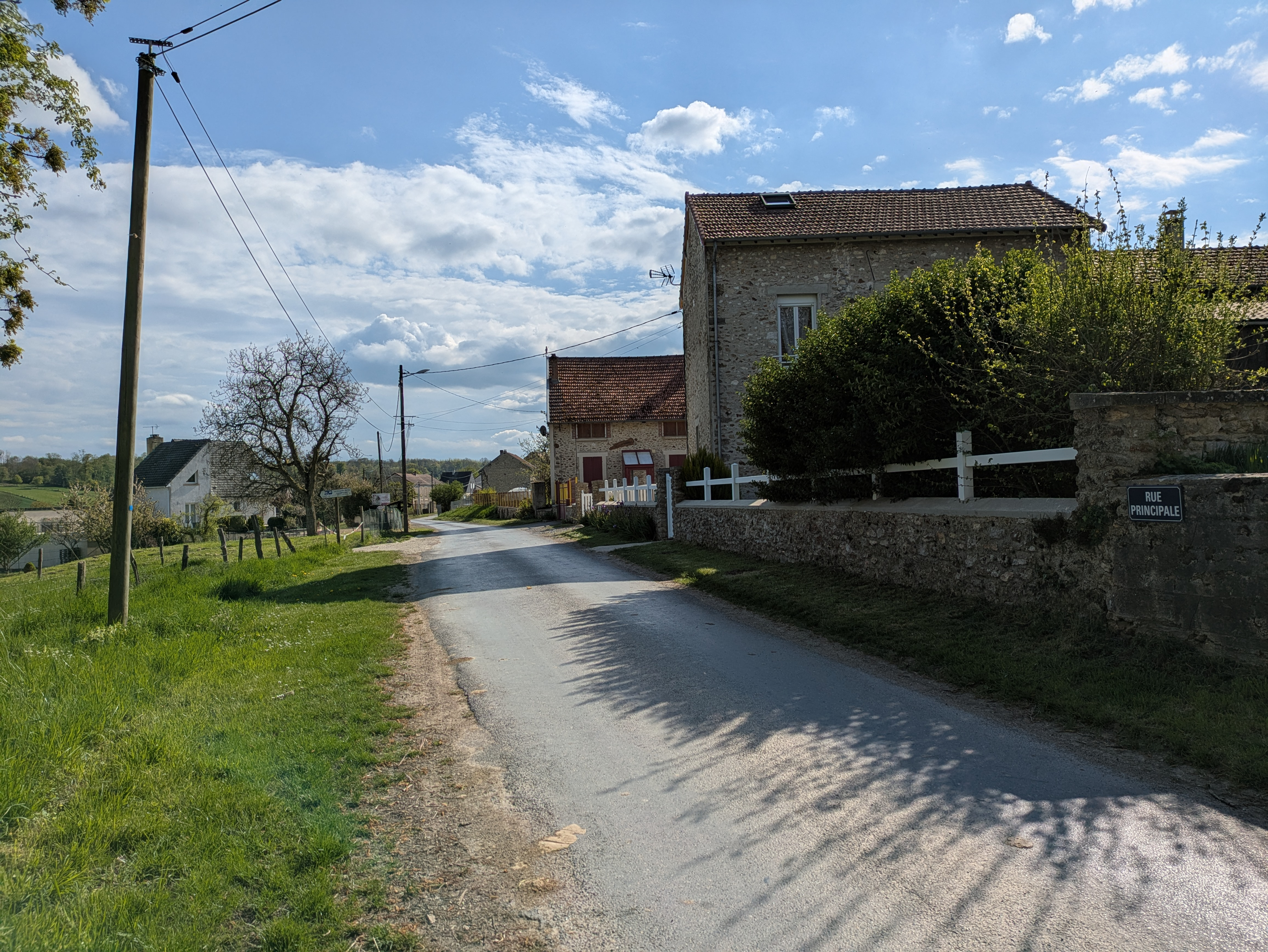
Rue principale, au hameau la Chapelle Hurlay.

La commune est composée d'un bourg centre, Champvoisy, et d'un hameau plus au sud, la Chapelle Hurlay.
Ailleurs, les habitations sont dispersées sur le territoire communal, qui compte de nombreux écarts : la Défense et le Parc à l'ouest, Mille-en-Parlent à l'est, Bonru au sud-est, Brûlard, la Madeleine, le Chalet, les Pâtis et la Moinerie, au sud et à l'est du hameau de la Chapelle Hurlay.

### Planification
Les règles d'urbanisme sur le territoire de Sainte-Gemme sont déterminées par le schéma de cohérence territoriale d'Épernay et sa Région (SCoTER) approuvé le 5 décembre 2018 et par la carte communale de Champvoisy adoptée par le conseil municipal le 22 octobre 2009.
La carte communale divise le territoire en deux zones constructibles, Champvoisy et la Chapelle-Hurlay, et une zone non-constructible, correspondant au reste de la commune.

### Habitat et logement
En 2021, Champvoisy compte 137 logements. Ces logements sont à 98,5 % des maisons ; la commune ne comptant que 2 appartements. En raison de la prévalence des maisons, les résidences principales de Champvoisy disposent en moyenne de 5 pièces.
Le bâti ancien est généralement construit en calcaire, grès ou meulière sur deux étages. Le bâti plus récent est souvent de plain-pied avec des combles aménagés, en brique creuse ou parpaing recouvert de crépi.
Le tableau ci-dessous présente une comparaison de quelques indicateurs chiffrés du logement pour Champvoisy, la communauté de communes des Paysages de la Champagne (CCPC), le département de la Marne et la France entière :
|                                                            | Champvoisy | CCPC   | Marne   | France     |
| ---------------------------------------------------------- | ---------- | ------ | ------- | ---------- |
| Ensemble des logements                                     | 137        | 11 470 | 300 919 | 37 155 918 |
| Part des résidences principales (en %)                     | 77,2       | 80,9   | 87,5    | 82,2       |
| Part des résidences secondaires (en %)                     | 10,3       | 5,8    | 3,4     | 9,7        |
| Part des logements vacants (en %)                          | 12,5       | 13,4   | 9,1     | 8,1        |
| Part des propriétaires de leur résidence principale (en %) | 73,3       | 76,4   | 52,2    | 57,5       |

À Champvoisy, en 2021, 77,2 % des logements sont des résidences principales, 10,3 % des résidences secondaires et 12,5 % des logements vacants. Par ailleurs, 73,3 % des ménages sont propriétaires de leur résidence principale. Champvoisy se démarque ainsi par un nombre supérieur à la moyenne de résidences secondaires et de ménages propriétaires de leur résidence principale.
Parmi les 106 résidences principales construites avant 2019, 34,3 % avaient été construites avant 1919, 20,0 % entre 1919 et 1945, 9,5 % entre 1946 et 1970, 14,3 % entre 1971 et 1990, 10,5 % entre 1991 et 2005 et 11,4 % depuis 2006.
Le tableau ci-dessous présente l'évolution du nombre de logements sur le territoire de la commune, par catégorie, depuis 1968 :
|                        | 1968 | 1975 | 1982 | 1990 | 1999 | 2010 | 2015 | 2021 |
| ---------------------- | ---- | ---- | ---- | ---- | ---- | ---- | ---- | ---- |
| Résidences principales | 60   | 58   | 58   | 68   | 75   | 100  | 104  | 106  |
| Résidences secondaires | 29   | 40   | 44   | 37   | 33   | 15   | 18   | 14   |
| Logements vacants      | 13   | 12   | 7    | 4    | 9    | 15   | 9    | 17   |
| Total                  | 102  | 110  | 109  | 109  | 117  | 130  | 131  | 137  |

### Voies de communications et transports

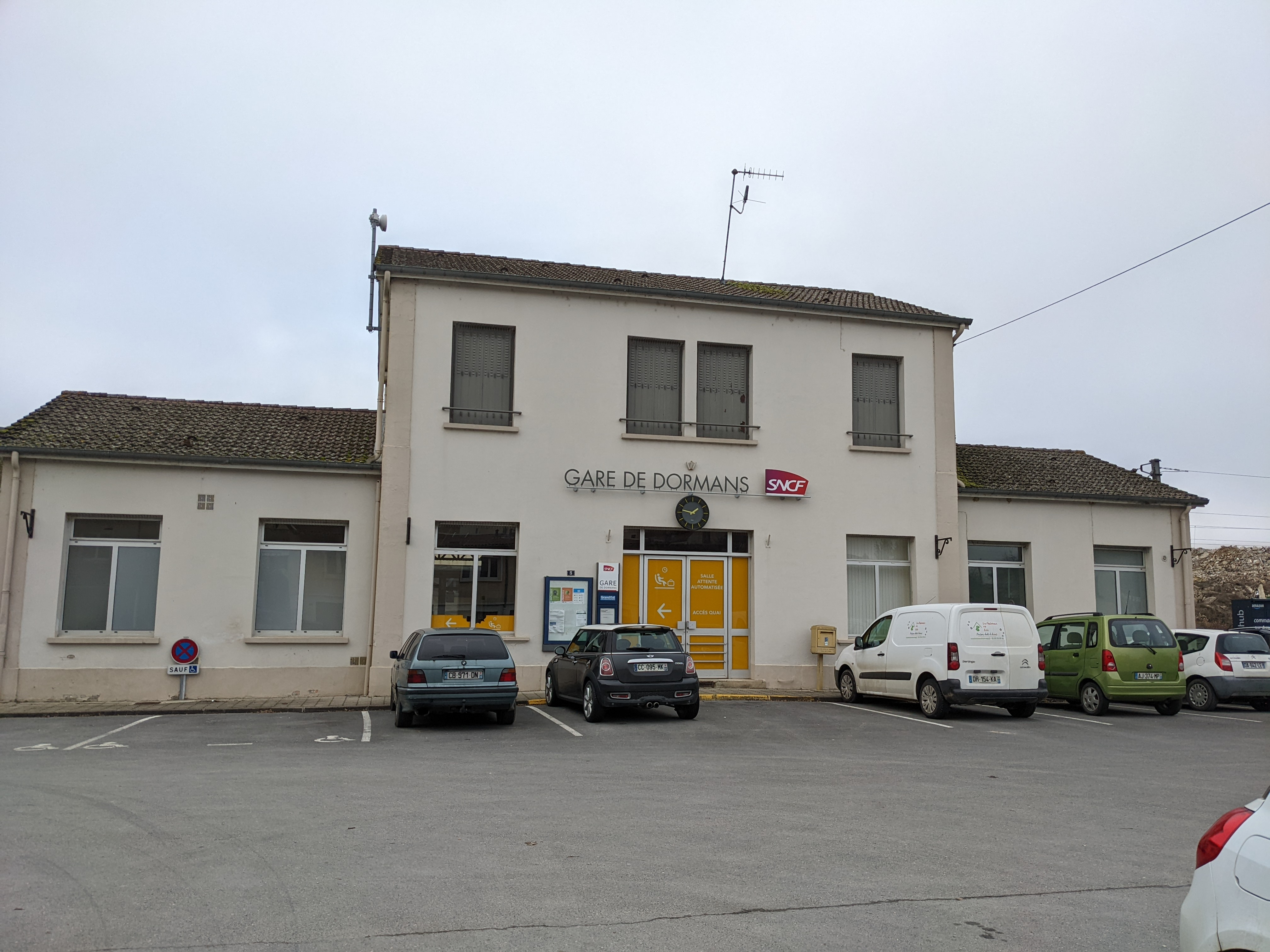
La gare de Dormans.

Les principales routes de la commune relient le village de Champvoisy à Ronchères à l'ouest, à Passy-Grigny à l'est (D 506) et à Vincelles au sud (en passant par la Chapelle Hurlay). L'autoroute A4 traverse par ailleurs le nord de la commune. L'échangeur de Dormans et Château-Thierry (sortie no 21) est situé à quelques kilomètres de là. 
En matière de transports en commun, Champvoisy est desservie par Fluo Grand Est.
La LGV Est européenne, qui dessert la gare de Champagne-Ardenne TGV près de Reims, passe au nord de la commune. Pour les autres trains, la gare la plus proche est la gare de Dormans.

### Risques naturels et technologiques
Le territoire de Champvoisy est vulnérable à différents risques naturels et technologiques. La commune est dans l'obligation d'élaborer et publier un document d'information communal sur les risques majeurs ainsi qu'un plan communal de sauvegarde.
La commune est concernée par les risques de mouvements de terrain. Champvoisy est comprise dans le périmètre du plan de prévention des risques « glissement de terrain de la Côte d'Ile-de-France - secteur de la vallée de la Marne tranche 3 » approuvé en 2014.
Champvoisy est également concernée par le risque d'inondation par remontée de nappe. La commune a fait l'objet de plusieurs arrêtés reconnaissant l'état de catastrophe naturelle pour des inondations et/ou coulées de boue (en 1983, 1999, 2000 et 2024).
La commune est affectée par le phénomène de retrait-gonflement des argiles (risque fort). Le risque sismique est très faible sur son territoire. De même, le potentiel radon de la commune est faible.
Champvoisy compte par ailleurs un site potentiellement concerné par la pollution des sols, un ancien dépôt de sulfure de carbone au sud du village.

## Toponymie

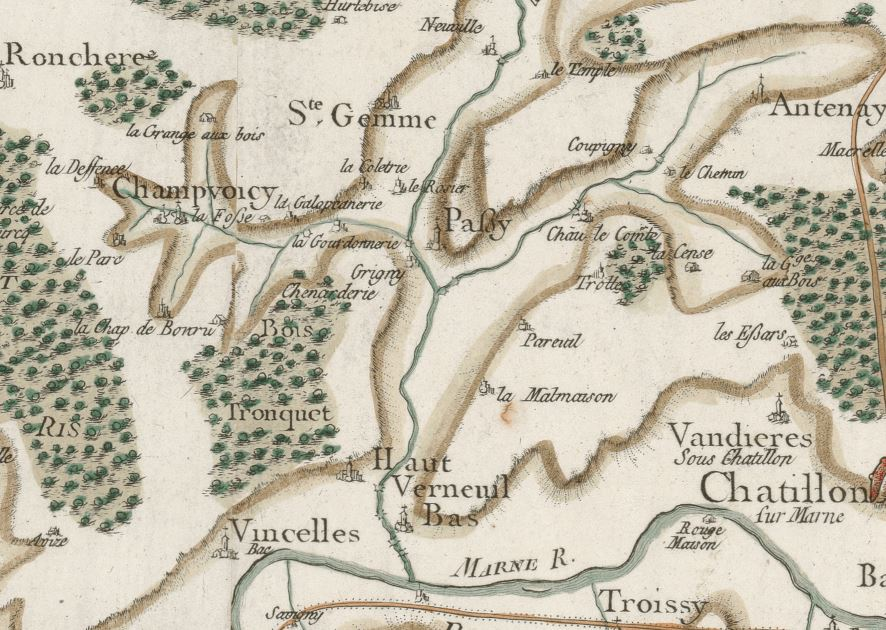
Champvoisy et ses environs sur la carte de Cassini.

Le nom de la localité est attesté sous les formes Campus Vicini (1185-1187) ; Cobosi (vers 1220) ; Chanvassiacum (1233) ; Champ-Voisy (1399) ; Chanvoisi (1399) ; Champvoissy (1408) ; Champvoisy (1674) ; Champvoicy (XVIIIe siècle). Son nom signifierait « champ du voisin » ou « voisin du champ ».[réf. nécessaire]
La Chapelle-Hurlay, hameau de la commune, est attesté sur les formes : Ecclesia que Capella vocatur (1135) ; la Chapelle-à-Usloi (1284) ; la Chapelle-de-Volay (vers 1300) ; la Chapelle-de-Vullay (fin du XIIIe siècle) ; Capella-de-Ullois (1346) ; le prieur d'Urlay, Urley (1412) ; la Chappelle-de-Urelay (1500) ; la Chappelle-Urlay (1656) ; la Chapelle (1735) ; la Chap[elle]-de-Bonru (XVIIIe siècle) ; la Chapelle-Hourlay (1860).

## Histoire
Il dépendait de la coutume de Vitry et du présidial de Château-Thierry, le premier seigneur connu, en 1172, était Thierry de Pierepont, puis à la Maison de Maubeuge. Il relevait aussi des moines de Coincy, de la Commanderie de Passy-Grigny qui y avait une chapelle.
Durant la Seconde Guerre mondiale, deux habitants de Champvoisy — Louise Héry et son fils Auguste — cachent une famille juive persécutée par le régime nazi et le gouvernement de Vichy, la famille Burak. En février 1944, deux membres de la famille Burak et une autre famille juive de 5 personnes cachée dans le village sont raflées et déportées dans le convoi 69. Ils ne survivront pas à la déportation. Deux autres membres de la famille Burak échappent à la rafle et à la Shoah. Louise et Auguste Héry seront reconnus Justes parmi les nations en 2018,,.

## Politique et administration

### Rattachements administratifs et électoraux

#### Rattachements administratifs
La commune se trouve dans l'arrondissement d'Épernay au sein du département de la Marne et de la région Grand Est.  
Elle faisait partie depuis 1793 du canton de Dormans. Dans le cadre du redécoupage cantonal de 2014 en France, cette circonscription administrative territoriale a disparu, et le canton n'est plus qu'une circonscription électorale.

#### Rattachements électoraux
Pour les élections départementales, la commune fait partie depuis 2014 du canton de Dormans-Paysages de Champagne.
Pour l'élection des députés, elle fait partie de la troisième circonscription de la Marne.

### Intercommunalité
Champvoisy était membre de la communauté de communes des Coteaux de la Marne, un établissement public de coopération intercommunale (EPCI) à fiscalité propre créé en 1997 et auquel la commune avait transféré un certain nombre de ses compétences, dans les conditions déterminées par le Code général des collectivités territoriales.
Dans le cadre des dispositions de la loi portant nouvelle organisation territoriale de la République du 7 août 2015, qui prévoit que les établissements publics de coopération intercommunale (EPCI) à fiscalité propre doivent avoir un minimum de 15 000 habitants, cette intercommunalité a fusionné avec ses voisines pour former, le 1er janvier 2017, la communauté de communes des Paysages de la Champagne, dont est désormais membre la commune.
Champvoisy est par ailleurs membre de plusieurs EPCI sans fiscalité propre : le syndicat intercommunal élémentaire, le syndicat intercommunal à vocation unique de la vallée de la Semoigne et le syndicat mixte scolaire de Dormans.

### Liste des maires

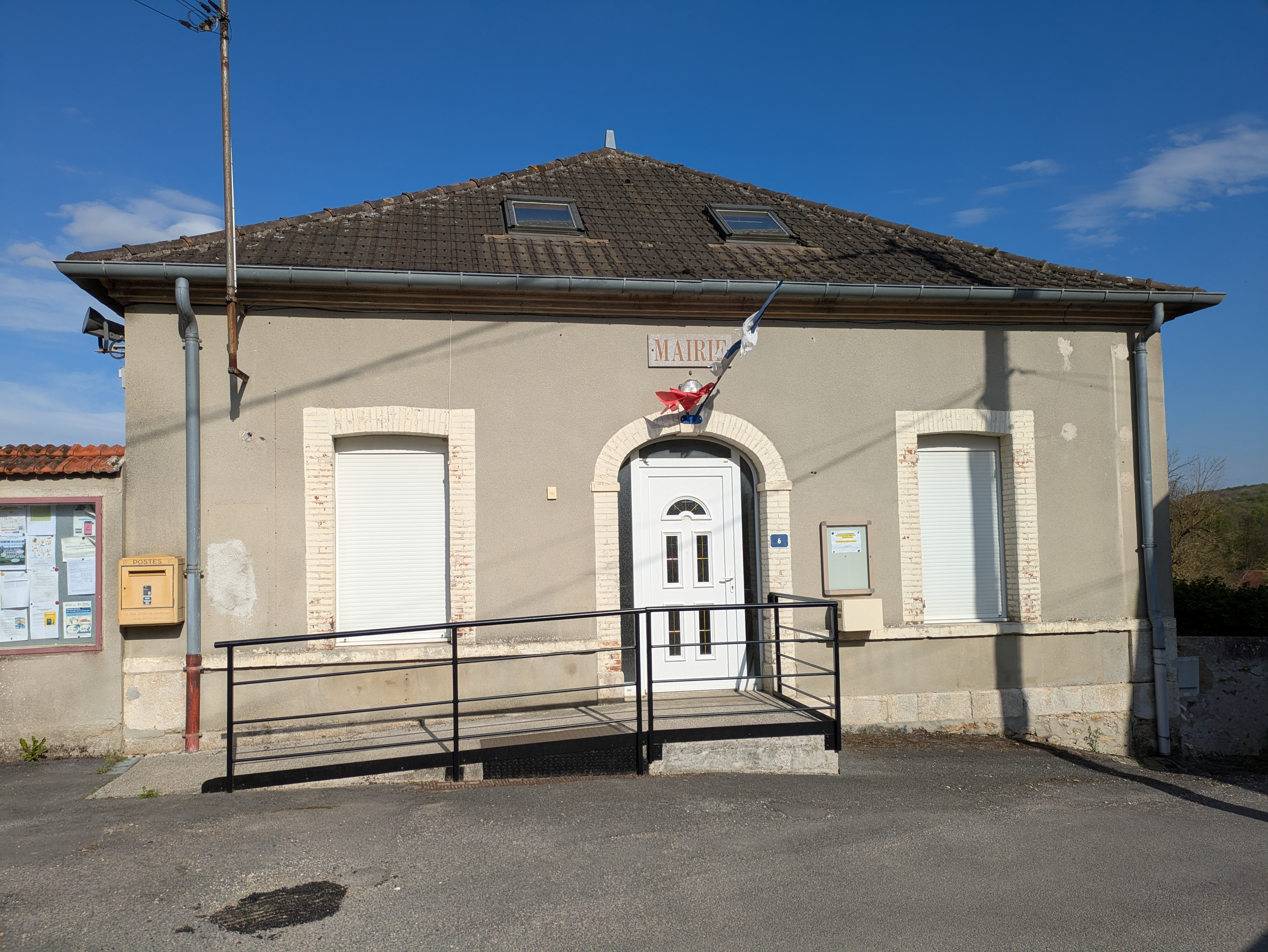
La mairie.

| Période                                  | Période                      | Identité        | Étiquette | Qualité |
| ---------------------------------------- | ---------------------------- | --------------- | --------- | ------- |
| Les données manquantes sont à compléter. |                              |                 |           |         |
| 1965                                     | 2014                         | Yvon Grosdidier | UMP       |         |
| 2014                                     | En cours (au 4 juillet 2014) | Marcel Guimet   |           |         |

### Budget et fiscalité 2021
En 2021, le budget de la commune était constitué ainsi :
- total des produits de fonctionnement : 146 000 €, soit 577 € par habitant ;
- total des charges de fonctionnement : 144 000 €, soit 569 € par habitant ;
- total des ressources d'investissement : 4 000 €, soit 14 € par habitant ;
- total des emplois d'investissement : 7 000 €, soit 28 € par habitant ;
- endettement : 2 000 €, soit 7 € par habitant.

Avec les taux de fiscalité suivants :
- taxe d'habitation : 17,01 % ;
- taxe foncière sur les propriétés bâties : 28,88 % ;
- taxe foncière sur les propriétés non bâties : 18,06 % ;
- taxe additionnelle à la taxe foncière sur les propriétés non bâties : 13,17 % ;
- cotisation foncière des entreprises : 13,28 %.

### Jumelages
Au 1er janvier 2023, Champvoisy n'est jumelée avec aucune ville.

## Équipements et services publics

### Eau et déchets

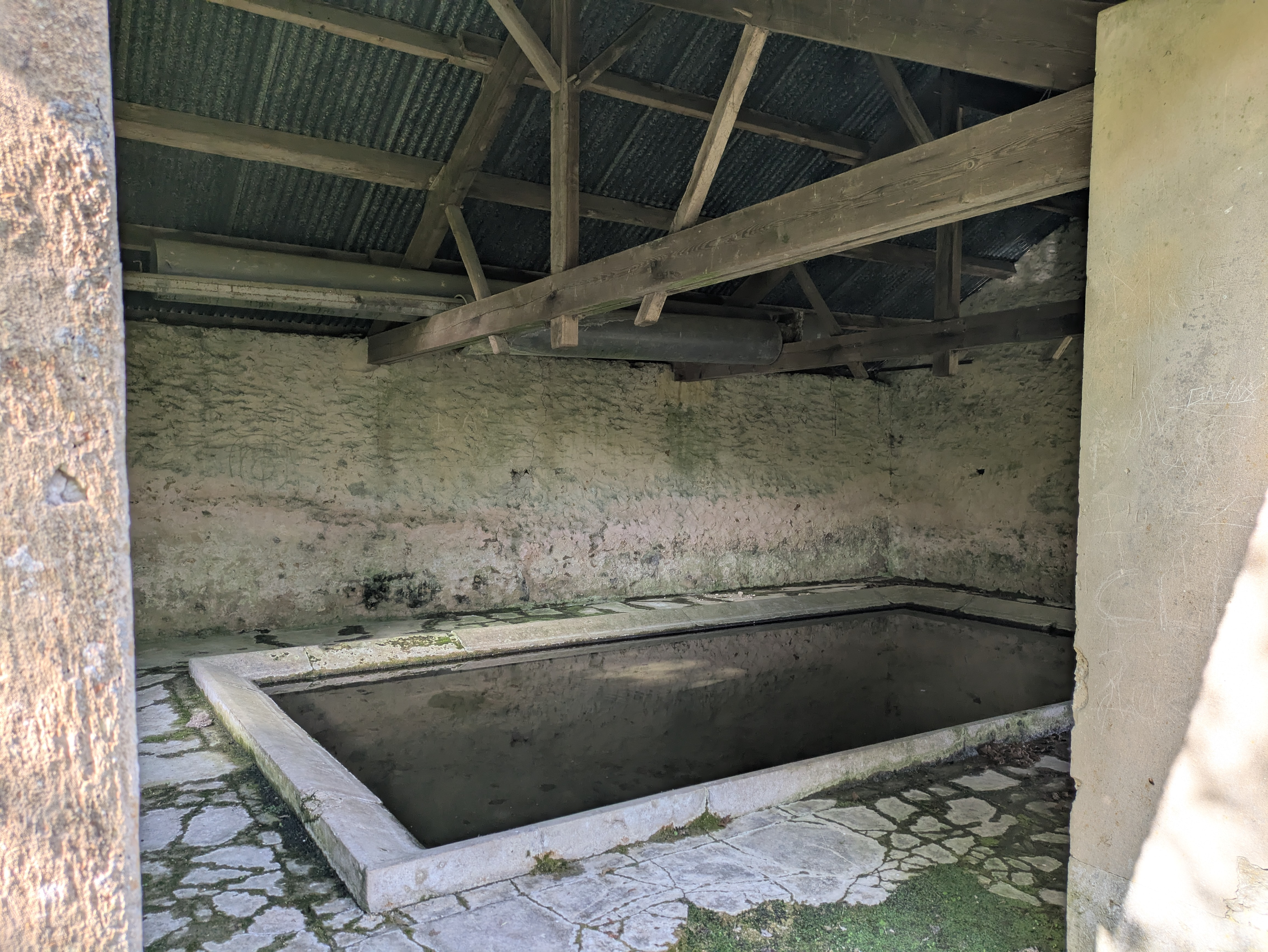
Le lavoir de Champvoisy.

L'approvisionnement en eau potable et l'assainissement des eaux usées sont des compétences de la communauté de communes des Paysages de la Champagne. La commune de Champvoisy est alimentée en eau potable par le captage de la Source de l'Abîme à Sainte-Gemme. La production et la distribution d'eau potable font l'objet d'une délégation de service public confiée à Suez jusqu'en 2029. L'assainissement y est non collectif et assuré en régie par la communauté de communes.
La communauté de communes est également compétente en matière de déchets. La collecte des ordures ménagères résiduelles et des déchets recyclables est réalisée en porte à porte. La communauté de commune adhérant au syndicat de valorisation des ordures ménagères de la Marne (SYVALOM), ces déchets sont amenés au centre de transfert départemental de Pierry puis valorisés sur le site de La Veuve. La collecte du verre et des textiles se fait en apport volontaire. La communauté de communes met par ailleurs six déchèteries à disposition de ses habitants, accessibles après création d'une carte d'accès : à Châtillon-sur-Marne, Damery-Venteuil, Fèrebrianges, Mareuil-le-Port, Montmort-Lucy et Trélou-sur-Marne.

### Enseignement
Champvoisy fait partie de l'académie de Reims.
Les enfants de Champvoisy sont accueillis dans les écoles de Verneuil, situées rue du CBR. L'école maternelle, construite en 2001, est gérée par le syndicat intercommunal de la Vallée de la Semoigne et accueille 67 élèves (chiffres 2024-2025). L'école primaire, construite en 2014, est gérée par le syndicat intercommunal Élémentaire et accueille 113 élèves (chiffres 2024-2025). Outre les enfants de Champvoisy, les écoles accueillent également ceux de Passy-Grigny, Sainte-Gemme, Verneuil et Vincelles.
Les jeunes de Champvoisy sont ensuite rattachés au collège Claude-Nicolas-Ledoux de Dormans et au lycée Stéphane-Hessel d'Épernay.

### Santé
Professionnels et établissements de santé :
- Médecins à Verneuil, Dormans, Jaulgonne, Châtillon-sur-Marne.
- Pharmacies à Dormans, Jaulgonne, Châtillon-sur-Marne, Mareuil-le-Port, Fère-en-Tardenois.
- Hôpitaux à Château-Thierry, Rosnay, Épernay, Reims.

### Postes et télécommunications
Deux boîtes aux lettres de La Poste se trouvent sur le territoire de la commune : rue de l'Église (Champvoisy) et rue Principale (la Chapelle Hurlay).
Les bureaux de poste les plus proches sont situés à Dormans et Trélou-sur-Marne (Aisne), à environ 6 km de Champvoisy.

### Justice, sécurité et secours
Du point de vue judiciaire, Champvoisy relève du conseil de prud'hommes d'Épernay, du tribunal de commerce de Reims, du tribunal judiciaire, du tribunal paritaire des baux ruraux et du tribunal pour enfants de Châlons-en-Champagne, dans le ressort de la cour d'appel de Reims. Pour le contentieux administratif, la commune dépend du tribunal administratif de Châlons-en-Champagne et de la cour administrative d'appel de Nancy.
Champvoisy est située en secteur Gendarmerie nationale et dépend de la brigade de Dormans.
En matière d'incendie et de secours, le centre d'incendie et de secours le plus proche est celui de Dormans, dépendant du Service départemental d'incendie et de secours (SDIS) de la Marne.

## Population et société

### Démographie

#### Évolution démographique
L'évolution du nombre d'habitants est connue à travers les recensements de la population effectués dans la commune depuis 1793. Pour les communes de moins de 10 000 habitants, une enquête de recensement portant sur toute la population est réalisée tous les cinq ans, les populations de référence des années intermédiaires étant quant à elles estimées par interpolation ou extrapolation. Pour la commune, le premier recensement exhaustif entrant dans le cadre du nouveau dispositif a été réalisé en 2005.

En 2022, la commune comptait 253 habitants, en évolution de +1,2 % par rapport à 2016 (Marne : −1,19 %, France hors Mayotte : +2,11 %).
| 1793 | 1800 | 1806 | 1821 | 1831 | 1836 | 1841 | 1846 | 1851 |
| ---- | ---- | ---- | ---- | ---- | ---- | ---- | ---- | ---- |
| 480  | 509  | 532  | 536  | 556  | 523  | 500  | 528  | 506  |

| 1856 | 1861 | 1866 | 1872 | 1876 | 1881 | 1886 | 1891 | 1896 |
| ---- | ---- | ---- | ---- | ---- | ---- | ---- | ---- | ---- |
| 480  | 482  | 486  | 446  | 447  | 410  | 426  | 399  | 397  |

| 1901 | 1906 | 1911 | 1921 | 1926 | 1931 | 1936 | 1946 | 1954 |
| ---- | ---- | ---- | ---- | ---- | ---- | ---- | ---- | ---- |
| 366  | 340  | 312  | 248  | 266  | 234  | 224  | 236  | 199  |

| 1962 | 1968 | 1975 | 1982 | 1990 | 1999 | 2005 | 2006 | 2010 |
| ---- | ---- | ---- | ---- | ---- | ---- | ---- | ---- | ---- |
| 192  | 161  | 153  | 160  | 184  | 174  | 197  | 198  | 264  |

| 2015 | 2020 | 2022 | - | - | - | - | - | - |
| ---- | ---- | ---- | - | - | - | - | - | - |
| 254  | 251  | 253  | - | - | - | - | - | - |

### Cultes
Pour le culte catholique, Champvoisy dépend de la paroisse Saint-Hildegrin - Vallée de la Marne au sein du diocèse de Châlons-en-Champagne.

### Médias
La presse écrite régionale comprend le quotidien L'Union et l'hebdomadaire L'Hebdo du vendredi.
Parmi les stations de radio locales, il est possible de citer Ici Champagne-Ardenne et Champagne FM.

## Économie

### Revenus de la population et fiscalité
En 2021, la commune compte 110 ménages fiscaux, regroupant 274 personnes.
Le revenu disponible par unité de consommation est alors de 23 290 €, inférieur à celui de la communauté de communes des Paysages de la Champagne (24 050 €) mais supérieur à celui du département de la Marne (22 830 €) et de la France métropolitaine (23 080 €).
Pour des raisons de secret statistique, le taux de pauvreté à Champvoisy n'est pas communiqué par l'Insee.

### Emploi
Champvoisy appartient à la zone d'emploi d'Épernay.
En 2021, le taux d'activité des 15-64 ans est de 83,6 %, supérieur à celui de la communauté de communes (79,7 %), du département (74 %) et de la France métropolitaine (74,9 %). Pour cette même catégorie de population, le taux de chômage est de 8,7 % contre 8 % pour la communauté de communes, 12,1 % pour la Marne et 11,7 % pour la France métropolitaine.
En 2021, Champvoisy compte 33 emplois, dont 54,4 % de salariés et 45,6 % de non-salariés. Avec 129 actifs y résidant, la commune a alors un indicateur de concentration d'emploi de 25,8. Dans les faits, 17,2 % des actifs résidant à Champvoisy y travaillent tandis que 82,8 % travaillent dans une autre commune.

### Entreprises, commerces et agriculture

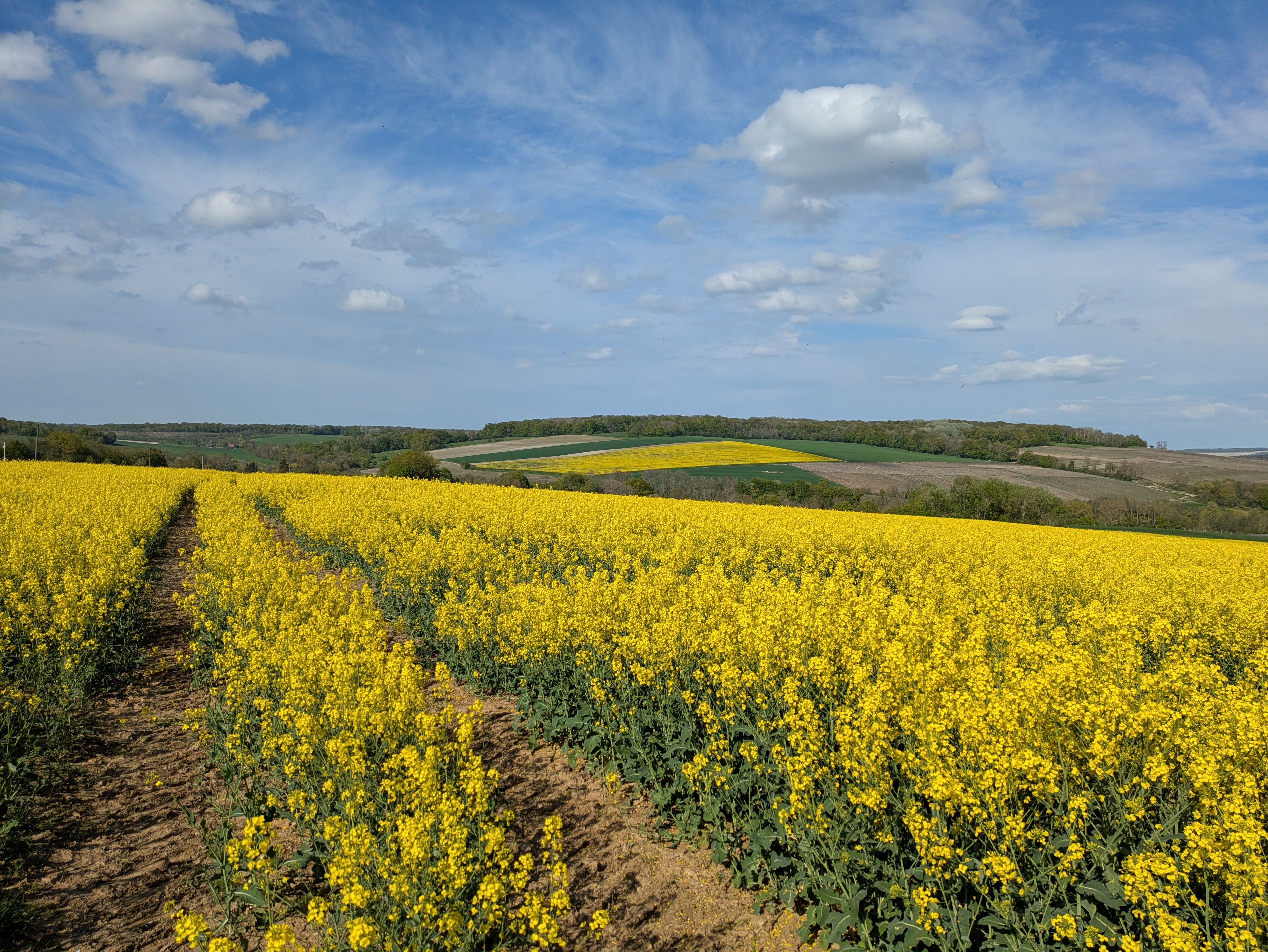
Champs de colza sur le plateau au nord de la Chapelle Hurlay. Au loin à l'est, on distingue le vignoble champenois.

En 2022, la commune compte 18 établissements économiquement actifs (hors agriculture).
La commune ne compte pas de commerces. Il faut se rendre à Dormans pour trouver les commerces et services essentiels.
En 2020, Champvoisy compte 13 exploitations agricoles, pour une surface agricole utilisée de 648 hectares et 16 emplois à temps plein. Selon l'Agreste, la production agricole de la commune est spécialisée dans la viticulture. Champvoisy fait en effet partie des appellations d'origine contrôlée « champagne » et « coteaux-champenois ».
Schématiquement, en termes d'agriculture, le plateau est consacré aux grandes cultures, les coteaux au vignoble (surtout à l'est) et les fonds de vallon aux pâturages et aux vergers.

## Culture locale et patrimoine

### Lieux et monuments
- L'église Notre-Dame-de-la-Nativité date du XVIIIe siècle[79]. On y trouve plusieurs statues plus anciennes[79], dont une statue de Saint Sébastien du XIVe siècle située à l'extérieur et inscrite en tant qu'objet aux monuments historiques[80],[81].
- Le monument aux morts, à l'entrée sud du village, commémore la Première Guerre mondiale. Il prend la forme d'un pilier, orné d'un épée palmée et surmonté d'une croix de guerre[82].
- Le lavoir.

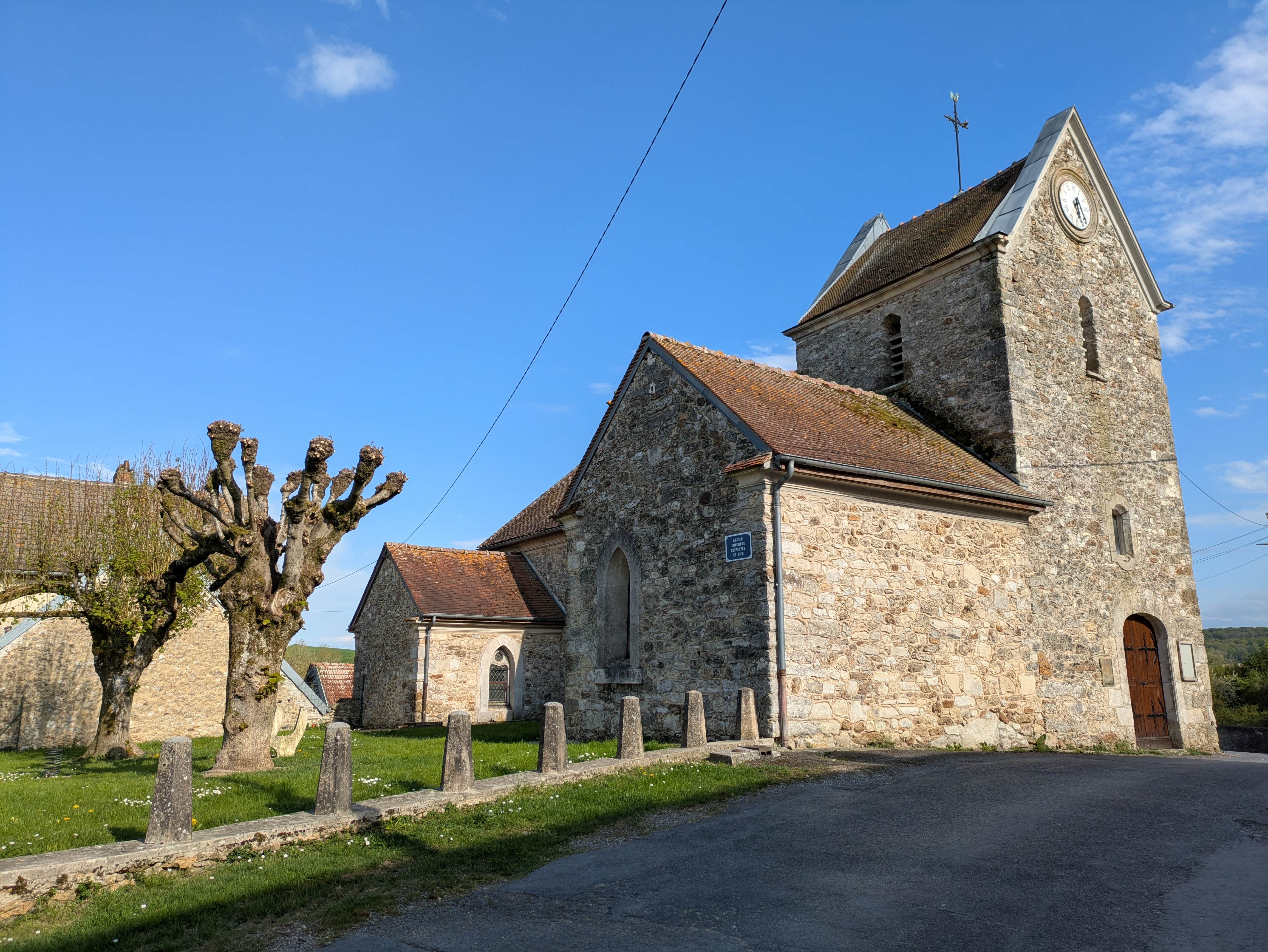
L'église Notre-Dame et l'ancien cimetière.
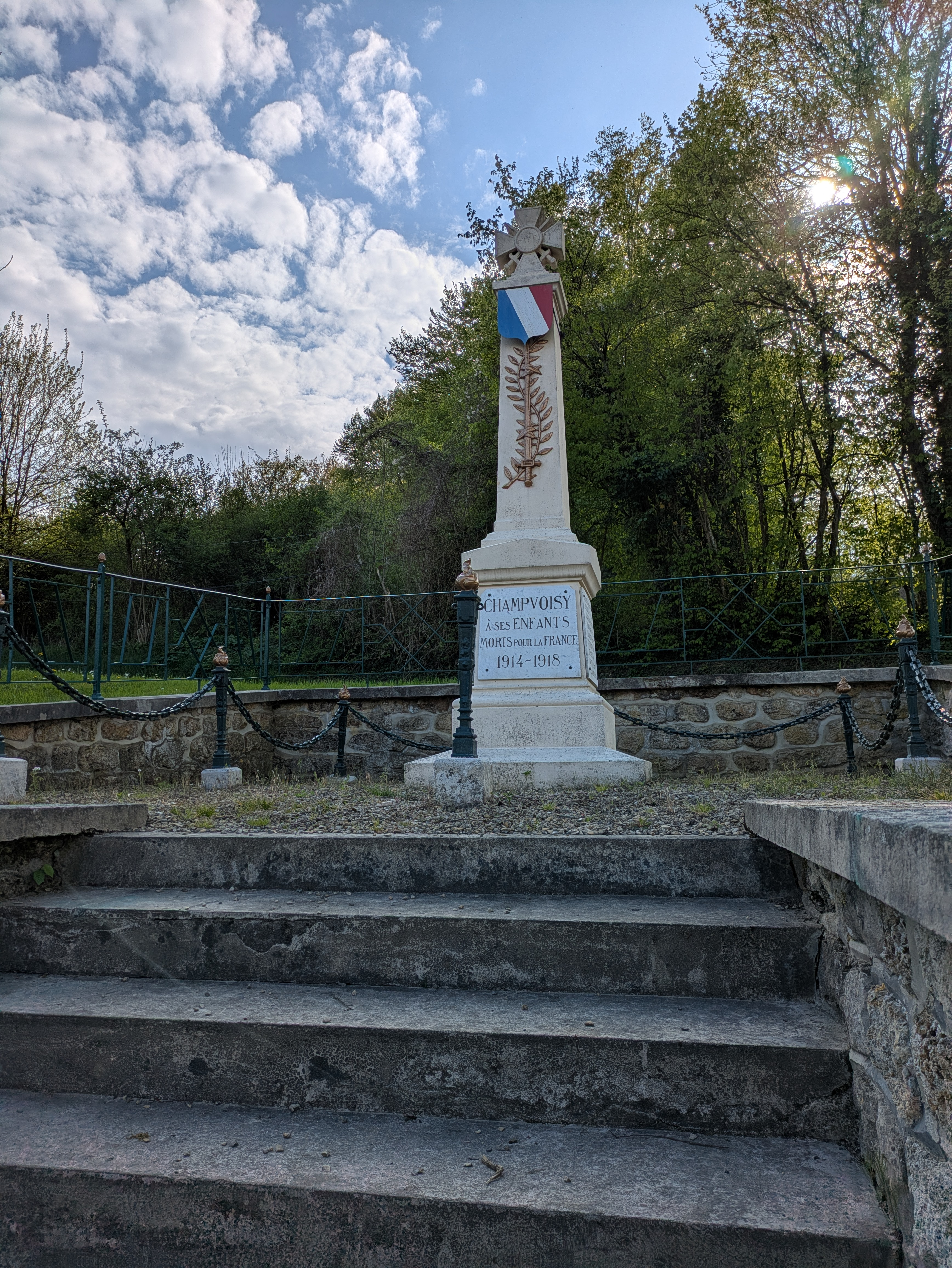
Le monument aux morts.
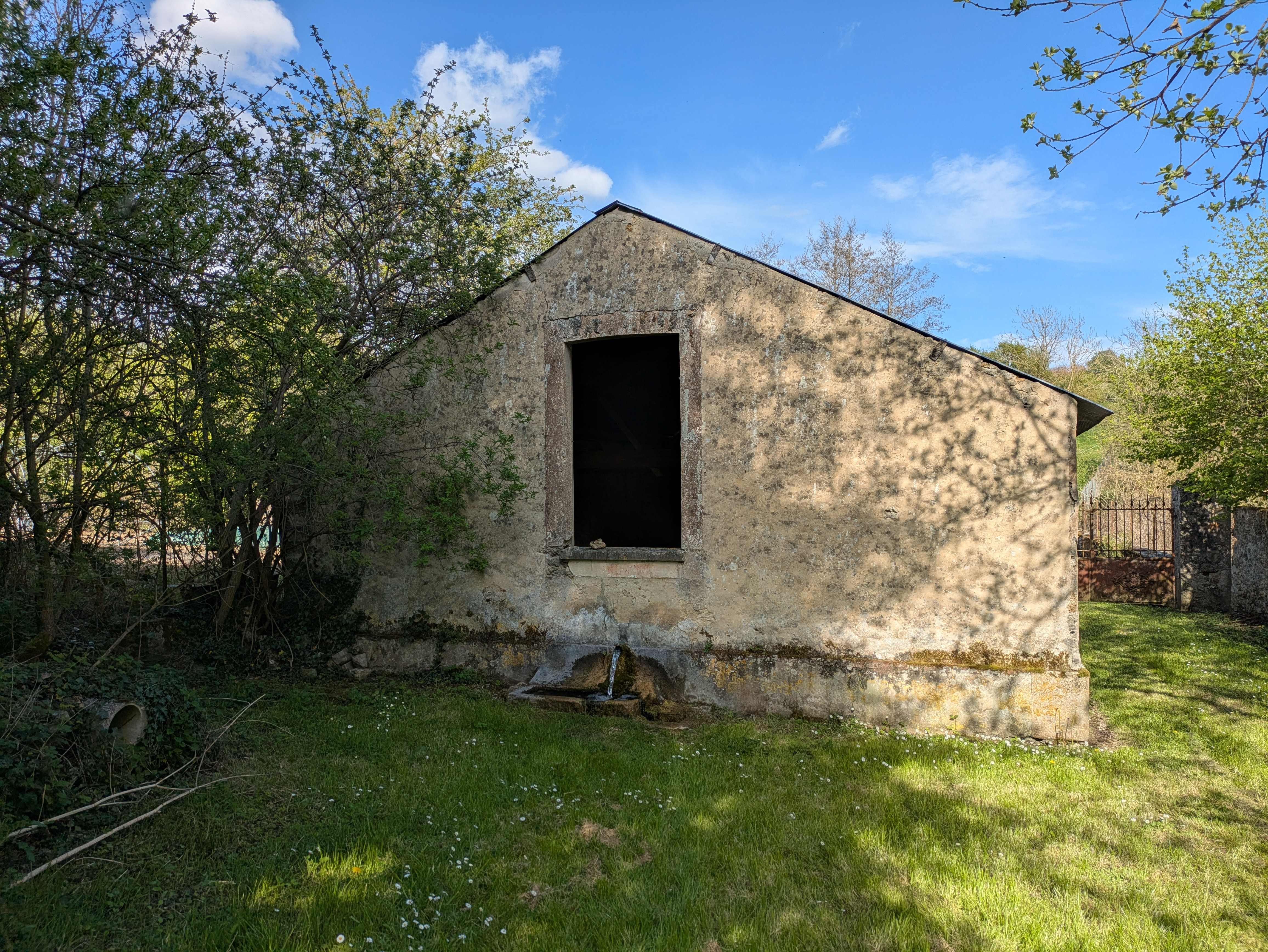
Le lavoir.

### Personnalité liées à la commune
- Louise Héry née Crespin (1904-1971), Juste parmi les nations[42] ;
- Auguste Héry (1924-2020), Justes parmi les nations, chevalier de la Légion d'honneur, chevalier de l'ordre national du Mérite, décoré de la médaille militaire, de la croix de guerre 1939-1945, de la croix du combattant et de la croix du combattant volontaire de la Résistance[42],[44].